# Den gudomliga barmhärtighetens söndag

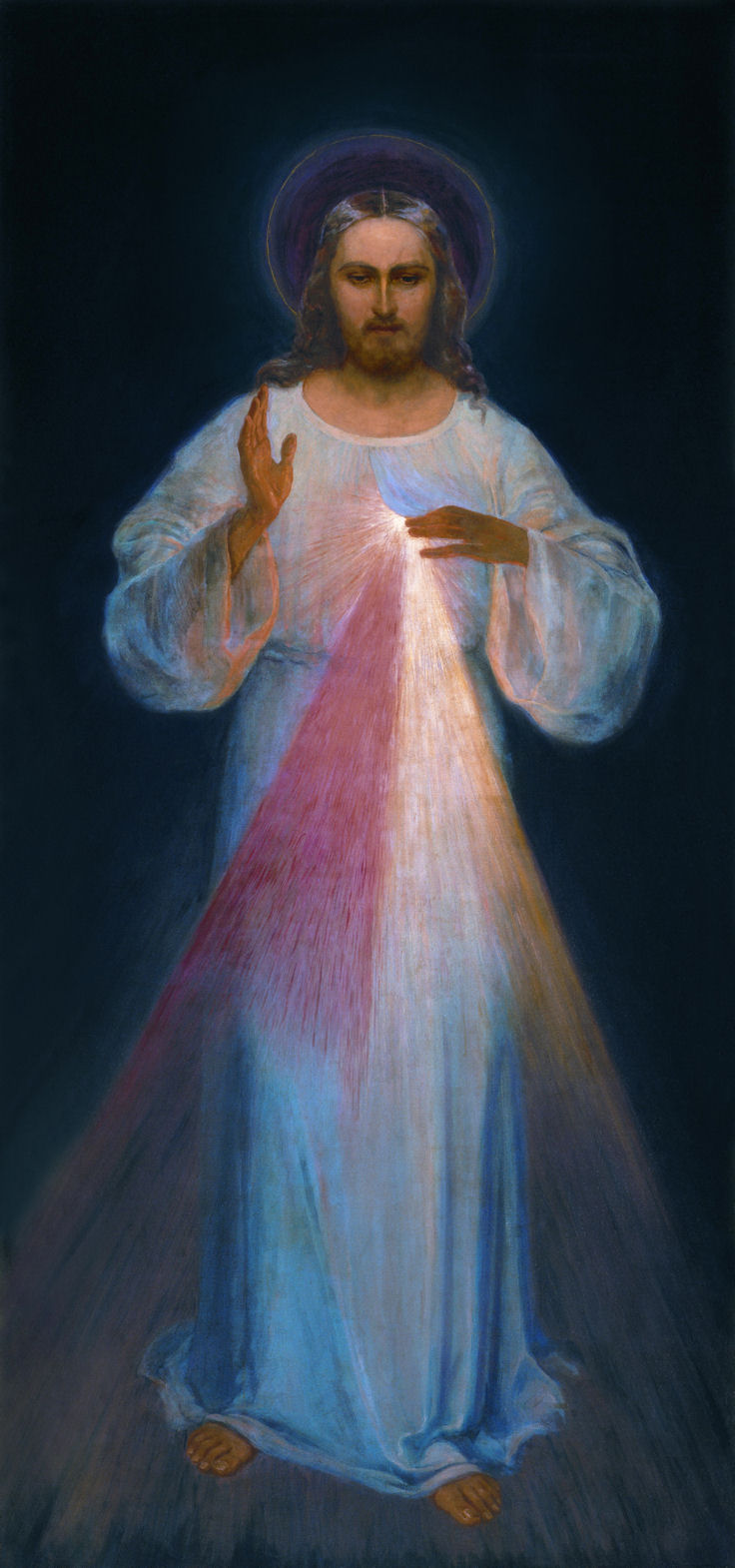
"Den gudomliga barmhärtigheten", Eugeniusz Kazimirowski (1934).

Den gudomliga barmhärtighetens söndag kallas i den romersk-katolska kyrkans liturgi den första söndagen efter påsk. Högtiden är en mycket sentida tradition, och hedrar Jesus gudomliga barmhärtighet, såsom den ska ha uppenbarat sig för Faustina Kowalska, som 2000 helgonförklarades av Johannes Paulus II, och som samtidigt upptog firningsdagen i kalendern.
Under den gudomliga barmhärtighetens söndag kan alla, enligt den katolska tron, kristna få avlat om de biktar sig, emottar nattvarden, ber för påvens intentioner, och med fullständigt osyndigt sinnelag deltar i någon kyrka eller kapell i tillbedjan av barmhärtigheten.